# Olho no Olho
Olho no Olho é uma telenovela brasileira produzida e exibida pela TV Globo de 6 de setembro de 1993 a 8 de abril de 1994, em 185 capítulos. Substituiu a novela O Mapa da Mina e foi substituída por A Viagem, sendo a 49ª "novela das sete" exibida pela emissora.
Escrita por Antônio Calmon, com colaboração de Maria Carmem Barbosa, Eliane Garcia, Tiago Santiago, Vinícius Vianna, Lílian Garcia, Tetê Smith e Patrícya Travassos, teve direção de Ricardo Waddington, Ary Coslov e Rogério Gomes.
Contou com as atuações de Tony Ramos, Natália do Vale, Helena Ranaldi, Patrícia de Sabrit, Felipe Folgosi, Nico Puig, Maria Zilda Bethlem e Reginaldo Faria nos papeis principais.

## Enredo
A trama tem início em Roma, quando Armando Sampaio (Stênio Garcia) se encontra com o padre Guido Bellini (Tony Ramos), ele fala que está sendo caçado pela organização criminosa dos Zapata chefiada por Cesar Zapata, fala que tem um jovem com poderes paranormais que trabalha nessa organização. Algum tempo depois, Guido descobre que Armando morreu. Ele se sente culpado por não ajudar ele, por não impedir o assassinato daquele homem, decide largar a batina e voltar para o Brasil. Na cidade de São Paulo, Guido passa a se dedicar ao estudo da paranormalidade, no intuito de combater a organização, chefiada por César Zapata (Reginaldo Faria) e seu sobrinho Fred (Nico Puig), o jovem poderoso a quem Armando se referira. Para enfrentar os Zapata, Guido conta com a ajuda do também paranormal Alef (Felipe Folgosi), um jovem que ainda não tem pleno domínio de seus poderes. Alef e Juca disputam o coração da doce Cacau (Patrícia de Sabrit). 
Paralelamente ao combate à organização criminosa, Guido vive um romance com Débora (Natália do Vale), mãe de Alef. Seu principal oponente, César, também gosta de Débora e faz tudo para afastá-la de Guido. Ele arma uma verdadeira guerra contra o ex-padre, usando os poderes malignos de Fred. Valquíria é cunhada de Cesar Zapata, viúva mora na casa do vilão tendo com Cesar uma relação de amor e ódio, sujeitando-se a todas as suas exigências. Malena (Helena Ranaldi) é amiga de infância de Guido, por quem é apaixonada desde jovem. Quando a família se mudou para a Itália, continuou no Brasil e foi morar com as tias de Guido, Julieta (Cleide Yaconis) e Viridiana (Eva Todor). Depois que Guido retorna ao Brasil, sua paixão por Guido vai se reacender e vai viver uma perigosa relação de amor e ódio com ele.

## Elenco
| Interprete          | Personagem                   |
| ------------------- | ---------------------------- |
| Tony Ramos          | Guido Bellini                |
| Natália do Vale     | Débora Lowenstein            |
| Reginaldo Faria     | Cézar Zapata                 |
| Nico Puig           | Frederico Zapata (Fred)      |
| Felipe Folgosi      | Alef Lowenstein              |
| Helena Ranaldi      | Malena Maia                  |
| Maria Zilda Bethlem | Walquíria Zapata             |
| Patrícia de Sabrit  | Carolina Andolini            |
| Selton Mello        | Juca                         |
| Mário Gomes         | Bruno Andolini               |
| Patrícya Travassos  | Maria Eduarda Dumont         |
| Antônio Calloni     | Bóris Pasternak              |
| Cristina Prochaska  | Elza                         |
| Bel Kutner          | Júlia Grilo                  |
| Gerson Brenner      | Augusto Zapata (Guto)        |
| Rita Guedes         | Patrícia Zapata (Pink)       |
| Jorge Dória         | Átila Zapata                 |
| Sérgio Mamberti     | Napoleão Zapata (Popo)       |
| Cleyde Yáconis      | Julieta Bellini              |
| Eva Todor           | Veridiana Bellini            |
| Sérgio Viotti       | Jorge Lima e Silva           |
| Thales Pan Chacon   | Patrício Varella             |
| Petrônio Gontijo    | Marco                        |
| Fernando Almeida    | Sebastião                    |
| Danielle Winits     | Dominique Maia               |
| Rodrigo Santoro     | Pedro                        |
| Alessandra Negrini  | Clara                        |
| Fábio Junqueira     | Sergio Mattos                |
| Rosita Thomaz Lopes | Dinah                        |
| Patrícia Perrone    | Maria Cristina Zapata (Tina) |
| Lyla Collares       | Lana Zapata                  |
| Rodrigo Penna       | José Carlos (JC)             |
| Henrique Farias     | Borrão                       |
| Iara Jamra          | Telma Davila                 |
| Tony Tornado        | Gilberto                     |
| Flávia Bonato       | Martinha                     |
| Tadeu Aguiar        | Roberto Nascimento Lima      |
| Dill Costa          | Lea                          |
| Felipe Pinheiro     | Bob Walter                   |
| Marcelo Gonçalves   | Dino                         |

### Participações especiais
| Interprete         | Personagem        |
| ------------------ | ----------------- |
| Marcos Paulo       | Otávio Lowenstein |
| Stênio Garcia      | Armando Sampaio   |
| Paulo José         | Menelau Zapata    |
| Monah Delacy       | Lenira            |
| Sérgio Britto      | Padre João        |
| Ítalo Rossi        | Ferreira          |
| Arduino Colassanti | Padre Inácio      |
| Milton Gonçalves   | Sacerdote         |
| D'Artagnan Júnior  | Bataglia          |
| Henrique Moreno    | Mordomo Anselmo   |
| Nani Venâncio      | Luana             |

## Trilha sonora

### Trilha sonora nacional
Capa: Gerson Brenner
1. "Gênese" - Paulo Ricardo e RPM (tema de Fred)
2. "Agora Ou Jamais" - Tigres de Bengala (tema de Malena)
3. "Oração de Amor" - Paula Morelembaum (tema de Guido)
4. "Fúria e Folia" - Barão Vermelho (tema de Alef)
5. "Homem Que Sabia Demais" - Skank (tema de Borrão)
6. "Magnificat" - Rútila Máquina (tema de abertura)
7. "Submundo Vaticano" - Lulu Santos (tema de Guto)
8. "Down Em Mim" - Edson Cordeiro (tema de Walkíria)
9. "Deus Apareça na Televisão" - Kid Abelha (tema de Cacau)
10. "Será Que Sou Eu" - Paulinho Moska (tema de Tina)
11. "Não Tem Solução" - Zizi Possi (tema de Débora)
12. "Toda Noite" - Edmon (tema de Dominique e Sebastião)
13. "Por Toda Parte" - Franco Perini

### Trilha sonora internacional
Capa: Rita Guedes
1. "What's Up" - 4 Non Blondes (tema de Pinky)
2. "Boom Shack-a-Lak" - Apache Indian (tema de Walkíria e Duda)
3. "Boy, You're The One" - Trinere (tema de Dominique e Sebastião)
4. "Informer" - Snow (tema de Duda)
5. "How You Gonna See Me Now" - Easy Rider (tema de Malena)
6. "Vas-Y Vas-Y" - Isabelle Camille (tema de JC)
7. "To Be With You" - Mc RNT
8. "Step It Up" - Stereo MCs (tema de Fred)
9. "A Million Love Songs" - Take That (tema de Tina)
10. "Regret" - New Order (tema de Alef)
11. "Cose Della Vita" - Eros Ramazzotti (tema de Guido e Débora)
12. "Merry-go-round" - Deborah Blando (tema de Cacau)
13. "Ça C'est Paris" - Gilbert (tema de Julieta e Veridiana)
14. "Are You Ready To Fly" - Rozalla (tema de Júlia)